# Масиас (трубадур)
Маси́ас, Маци́ас, Маси́ас Сантья́го (исп. Macìas Santiago), также Маси́ас Влюблённый (галис. Macías o Namorado, исп. Macias el Enamoradо), Маси́аш Влюблённый (порт. Macías o Namorado; ок. 1340—1370) — галисийский трубадур, один из последних и наиболее известных средневековых поэтов Галисии. Масиас писал кантиги на галисийско-португальском языке, как и подавляющее большинство трубадуров Пиренейского полуострова.

## Биография
Жил в второй половине XIV века. О его биографии имеется очень мало достоверных данных, но практически не вызывает сомнений то, что он был родом из Галисии и сформировался как поэт во второй половине XIV века.
Будучи оруженосцем испанского гранда, трубадур влюбился в одну из придворных дам и воспевал её в стихах. Разгневанный муж пожаловался его сюзерену, который приказал заключить певца в темницу, но так как Масиас и там продолжал воспевать свою любовь, то был убит. Е. Г. Голубева писала, что Масиас Влюблённый прославился главным образом благодаря легендам и, согласно одной из них, «был убит ревнивым мужем воспетой им красавицы».

## Творчество
Современные исследователи относят творчество поэта к периоду галисийско-кастильской школы. Поэтическое наследие Масиаса, без сомнения было обширным, но лишь немногие из его произведений сохранились до наших дней. Из его кантиг, написанных на галисийско-португальском языке, до нас дошли лишь немногие благодаря «Песеннику Баэна», составленному в первой половине XV века Хуаном Альфонсо де Баэна и другим сборникам песен. Рукопись «Песенника Баэна» была напечатана в XIX веке (Мадрид, 1851, Лейпциг, 1860). По некоторым источникам поэту приписывают пять стихотворений в «Песеннике Баэна», антологии поэзии трубадуров на кастильском и галисийско-португальском языках, и последующие шестнадцать любовных стихов. В антологии иберийский поэтов, изданной Генри Лангом, приводится 6 песен трубадура разных жанров, в числе которых кантиги о любви. Одна из них (Provei de buscar mesura) переведена на русский язык В. Андреевым. Согласно Б. П. Нарумову, Масиасу Влюблённому приписывается от четырех до десяти песен.
Легендарная трагическая судьба Масиаса способствовала превращению его имени в синонимом «верного любовника». О трубадуре создано много легенд, его имя часто упоминается во многих произведениях испанской литературы. Многие современные и позднейшие поэты отобразили несчастную судьбу Масиаса в стихотворениях, драмах и романах. Л. Уланд посвятил Масиасу балладу.

## Provei de buscar mesura
| Provei de buscar mesura u mesura non falece, e por mengua de ventura ouveron-m'-o a sandece. Por ende direi des i, con cuidado que me crece, un trebello, e diz assi: «Anda meu coraçon mui trist', e con razon». Meus ollos tal fermosura foron ver, por que perece meu coraçon con tristura, e Amor non me guarece, nen me pon [a] tal consello por que eu prenda ledece. Por én digo este trebello: «Ben pode Deus fazer, tras gran pesar prazer». Estes trebellos cantei con coita desd' aquel dia que mesura demandei e eu vi que falecia. Mesura morrei chamando e dizendo a gran perfia, tal trebello sospirando: «Meus ollos morte son de vos, meu coraçon». Pois mesura non achei u falecer non soía, mesura log' olvidei e canto prazer avia. Con pesar que tenno migo e tristeza todavia aqueste trebello digo: «Bon Deus, a mi faz ver por gran pesar prazer». Орфография по Е. Г. Голубевой | Сеньора, я верил вначале, что сжалитесь Вы надо мной, но страсть мою Вы посчитали безумьем, причудой, игрой. Ко мне Вы, как прежде, жестоки; и я повторяю с тоской рожденные скорбию строки: «Сердцу дано страдать, одну лишь печаль узнать». Из смертных сравнится едва ли хоть кто-нибудь с Вами красой, и я поникаю в печали, пронзенный Амура стрелой. Мне участь дарована злая, и я повторяю с мольбой, на Господа лишь уповая: «Боже, милость яви: дай счастие мне в любви». Я пел эти строки, влюбленный, плененный сиянием глаз, надеясь, что взор благосклонный ко мне обратите хоть раз. Но тщетны надежды доныне, и я повторяю сейчас, несчастный, в тоске и в унынье: «Сердцу без Вас — страдать, а вижу Вас — умирать». В душе моей испепеленной страданья огонь не угас; надежды на счастье лишенный, я скорбно взираю на Вас. Печальней все боле и боле в тиши раздается мой глас, исполнен страданья и боли: «Боже, муки прерви, дай счастья мне в любви». Перевёл В. Андреев |